# Zbysław Marek Maciejewski

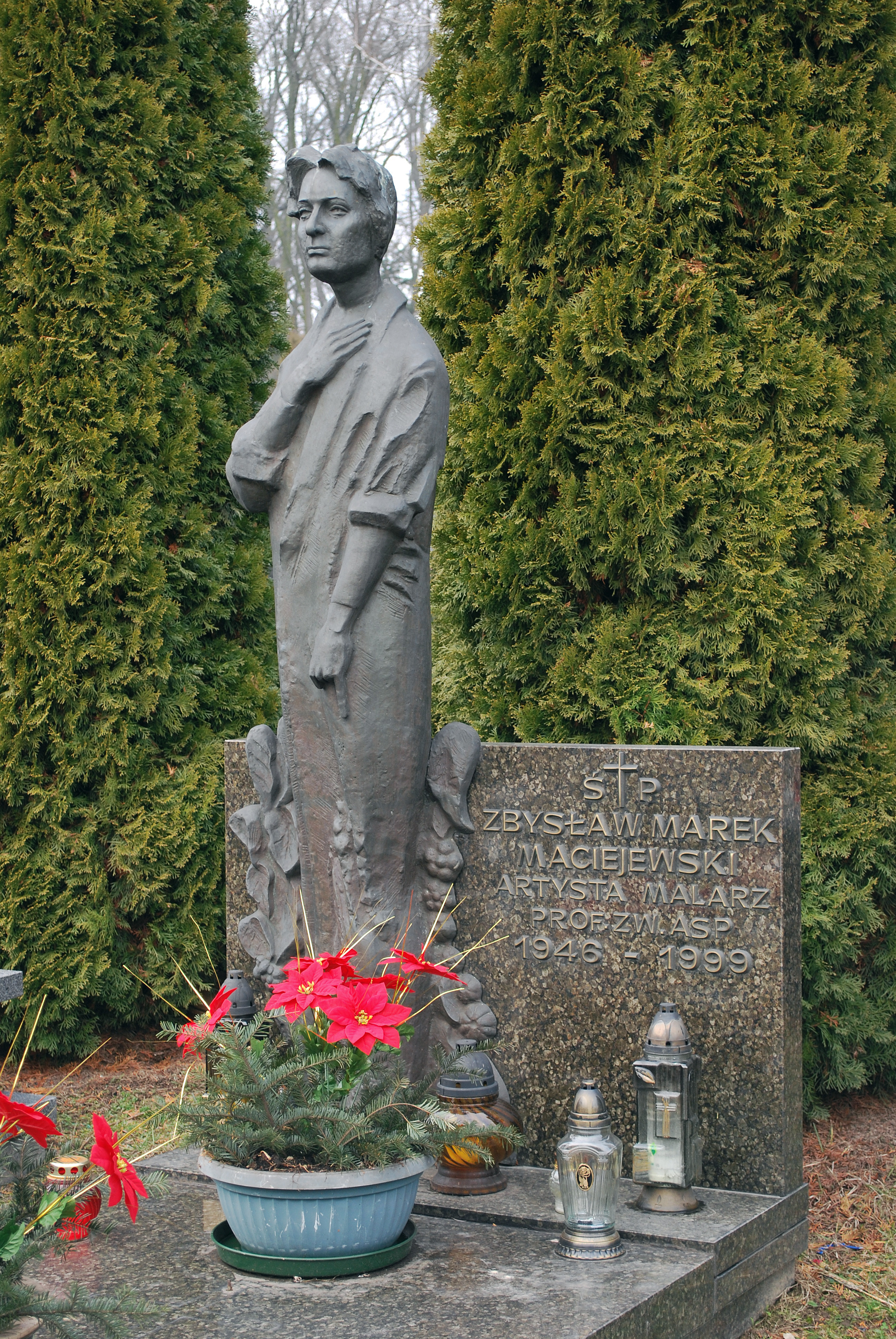
Cmentarz Salwatorski
Grób Zbysława Marka Maciejewskiego

Zbysław Marek Maciejewski (ur. 16 czerwca 1946 w Pohulance, zm. 2 października 1999 w Krakowie) – polski malarz, profesor Akademii Sztuk Pięknych w Krakowie.

## Życiorys
Maturę zdał w I Liceum Ogólnokształcącym w Tarnowie. Studia odbył w Akademii Sztuk Pięknych w Krakowie, dyplom uzyskał w 1969 roku w pracowni Wacława Taranczewskiego. Od 1973 był wykładowcą na Wydziale Grafiki macierzystej uczelni, w 1989 uzyskał tytuł profesora sztuk plastycznych. Pracował w Katedrze Rysunku i Malarstwa krakowskiej ASP, gdzie od 1989 prowadził Pracownię Malarstwa. Po 1990 wykładał również w warszawskiej Europejskiej Akademii Sztuk.
Podróżował po południowej Europie, gdzie tworzył obrazy przedstawiające egzotyczną roślinność i architekturę. Ponadto był autorem portretów, scen mitologicznych, alegorii i obrazów o tematyce sakralnej. Oddzielną część twórczości stanowi często podejmowana tematyka scen i wizerunków dziecięcych. Sam uważał swoją twórczość za współczesną kontynuację modernizmu.
W 1998 został wyróżniony Nagrodą im. Witolda Wojtkiewicza, nadawaną przez krakowski Okręg ZPAP.
Stryj dziennikarza Łukasza Maciejewskiego. W latach 60. XX w. był partnerem reżysera Krystiana Lupy.